# Polygala peruviana
Polygala peruviana är en jungfrulinsväxtart som beskrevs av Alfred William Bennett. Polygala peruviana ingår i släktet jungfrulinssläktet, och familjen jungfrulinsväxter. Inga underarter finns listade i Catalogue of Life.